# Avenger (Anime)
Avenger (jap. アヴェンジャー) ist eine Anime-Fernsehserie aus dem Jahr 2003. Die Serie lässt sich dem Science-Fiction-Genre zuordnen.

## Handlung
In der Zukunft wurde der Mars von der Erde aus besiedelt. Die Erde ist inzwischen zerstört und auch dem Mars droht aufgrund des sich nähernden Mondes eine Katastrophe. Die Marsbewohner leben in Kuppelstädten, die von einer Gruppe Siedler der ersten Stunde, angeführt von Volg, regiert werden und konkurrieren um die knappen Ressourcen in Kampfwettbewerben.
Wegen der lebensfeindlichen Umgebung sind die Siedler steril geworden und haben deshalb Roboter in Kindergestalt als Ersatz um sich.
Layla, die auf der Suche nach Rache für ihre Vergangenheit ist, ist als Champion einer dieser Städte für diesen Kampfwettbewerb nominiert. Nach einem Kampf verlässt sie die Stadt, um ihre Suche in Begleitung einer Puppe und eines Puppentechnikers fortzusetzen. Nach und nach stellt sich heraus, dass es sich bei der Roboterpuppe um ein echtes Kind, die Hoffnung des Mars, handelt. Alle Fäden der Handlung laufen auf den Endkampf mit Volg zu.

## Entstehung und Veröffentlichungen
Die Serie, die dreizehn Episoden mit je einer Dauer von ungefähr einer halben Stunde umfasst, entstand in den Animationsstudios Xebec und Bee Train. Neben den beiden Studios fungierte auch Bandai Visual als Produzent. Die Regie übernahm Koichi Mashimo, der diese Tätigkeit zuvor schon unter anderem bei Noir und F ausgeübt hatte.
Von Oktober bis Dezember 2003 strahlten die Fernsehsender Bandai Channel und TV Tokyo die Serie erstmals im japanischen Fernsehen aus. 2004 kam sie in Japan auf sechs DVDs heraus.
In Teilen Asiens strahlte der Fernsehsender Animax Avenger aus. Bandai Entertainment veröffentlichte die Serie in englischer Synchronisation in den Vereinigten Staaten auf DVD. In Frankreich erschien sie bei Mabell.